# Aphrodroma brevirostris

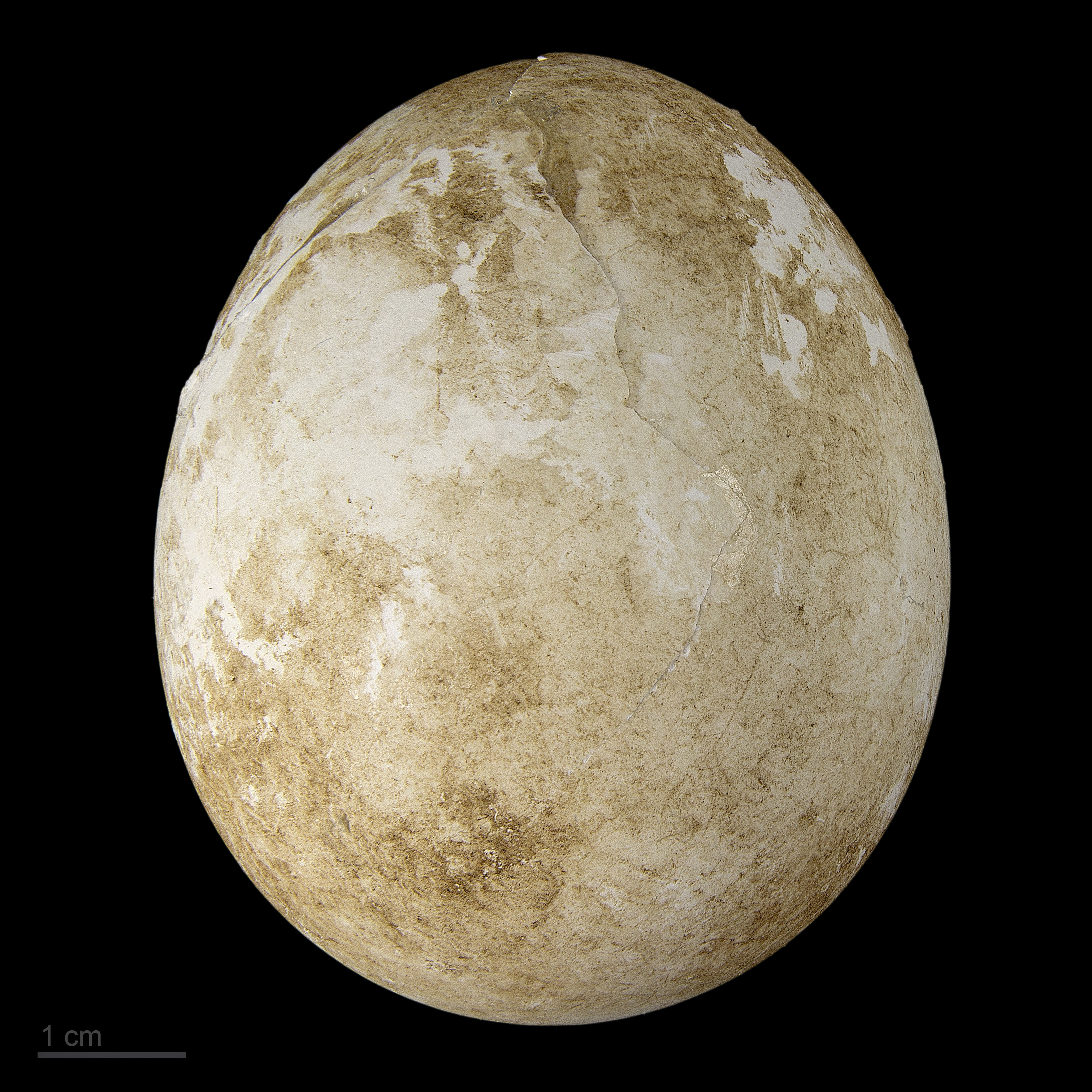
Aphrodroma brevirostris

Il petrello delle Kerguelen (Aphrodroma brevirostris (Lesson, 1831)) è un uccello della famiglia Procellariidae. È l'unica specie nota del genere Aphrodroma.

## Descrizione
Questa specie è lunga 33–36 cm, pesa 255–451 g, ed ha una apertura alare di 80–82 cm.

## Biologia
Si nutre in prevalenza di calamari (Gonatus antarcticus) e krill (Euphausia superba) e in misura minore di pesci.

## Distribuzione e habitat
La specie ha un areale circumpolare. I siti di nidificazione comprendono diverse isole antartiche e sub-antartiche tra cui le isole Crozet e Kerguelen (Terre Australi e Antartiche Francesi), l'isola Marion e l'isola del Principe Edoardo (Sudafrica), l'isola Gough (Territori d'oltremare britannici).